# Bernatka
Bernatka – struga, w obrębie powiatu skarżyskiego o charakterze górskim (gwałtownie przybiera podczas opadów), lewobrzeżny dopływ rzeki Kamiennej o długości ok. 8,5 km. Rzeka bierze bieg około miejscowości Ubyszów na wysokości ok. 323,7 m n.p.m. kierując się następnie w na południowy wschód lesistą doliną w kierunku osiedla Milica w Skarżysku-Kamiennej.
W trakcie biegu zabiera wody licznych lokalnych strumieni (bez nazw).
Meandruje na całej długości.
Tuż przed Skarżyskiem płynie dwoma odnogami z których jedna przepływa przez zbiornik retencyjny o nazwie Bernatka po czym płynąc w kierunku południowo-wschodnim pomiędzy osiedlami Milicą i Bzinem, syfonami pod drogą krajową nr 7 i ul. Legionów w Skarżysku skierowana jest na południe łącząc się z Kamienną. Wysokość w miejscu ujścia ok. 235 m n.p.m..
Dział wodny III rzędu 234312

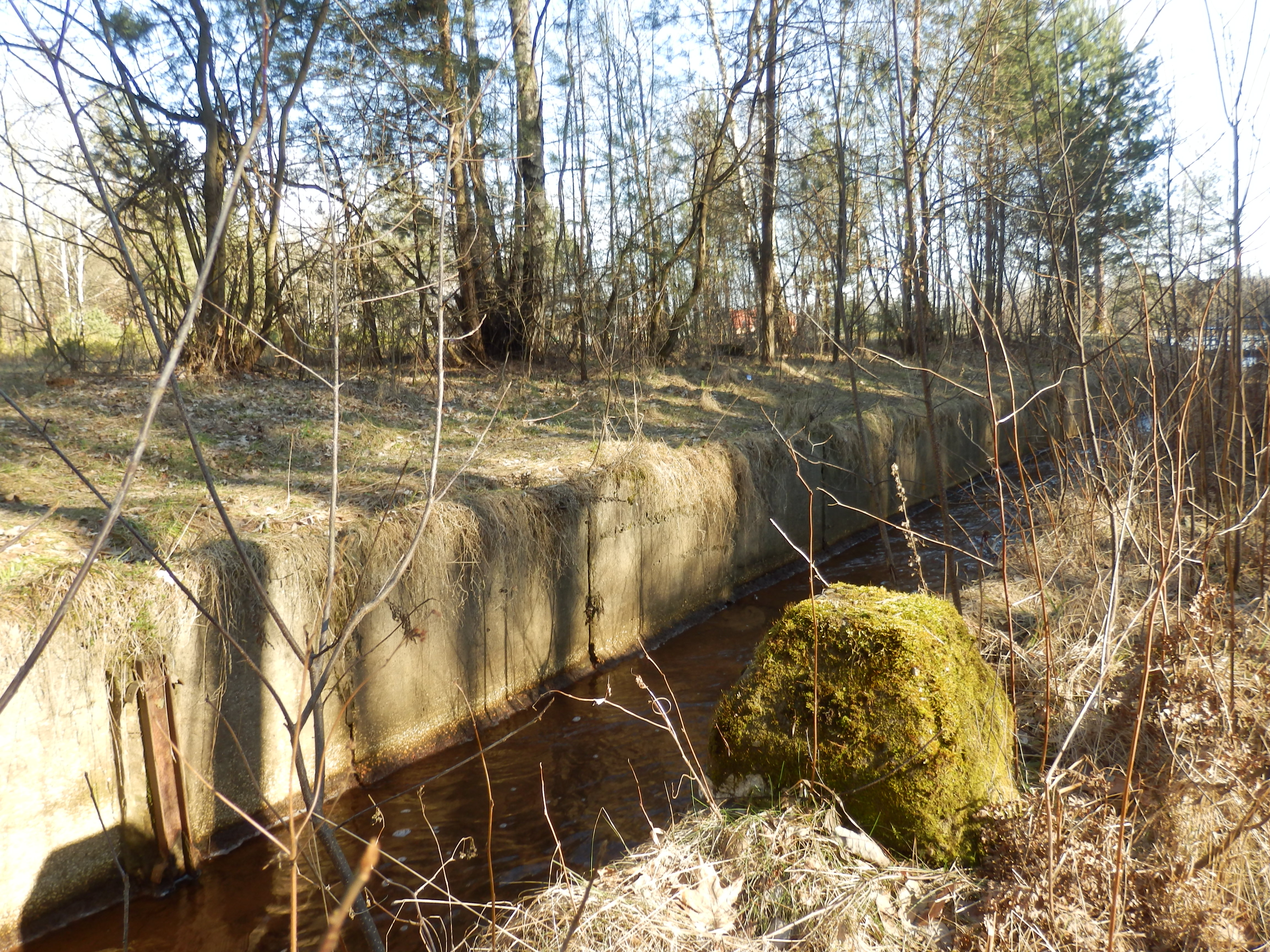
Umocnienia przy zalewie Bernatka
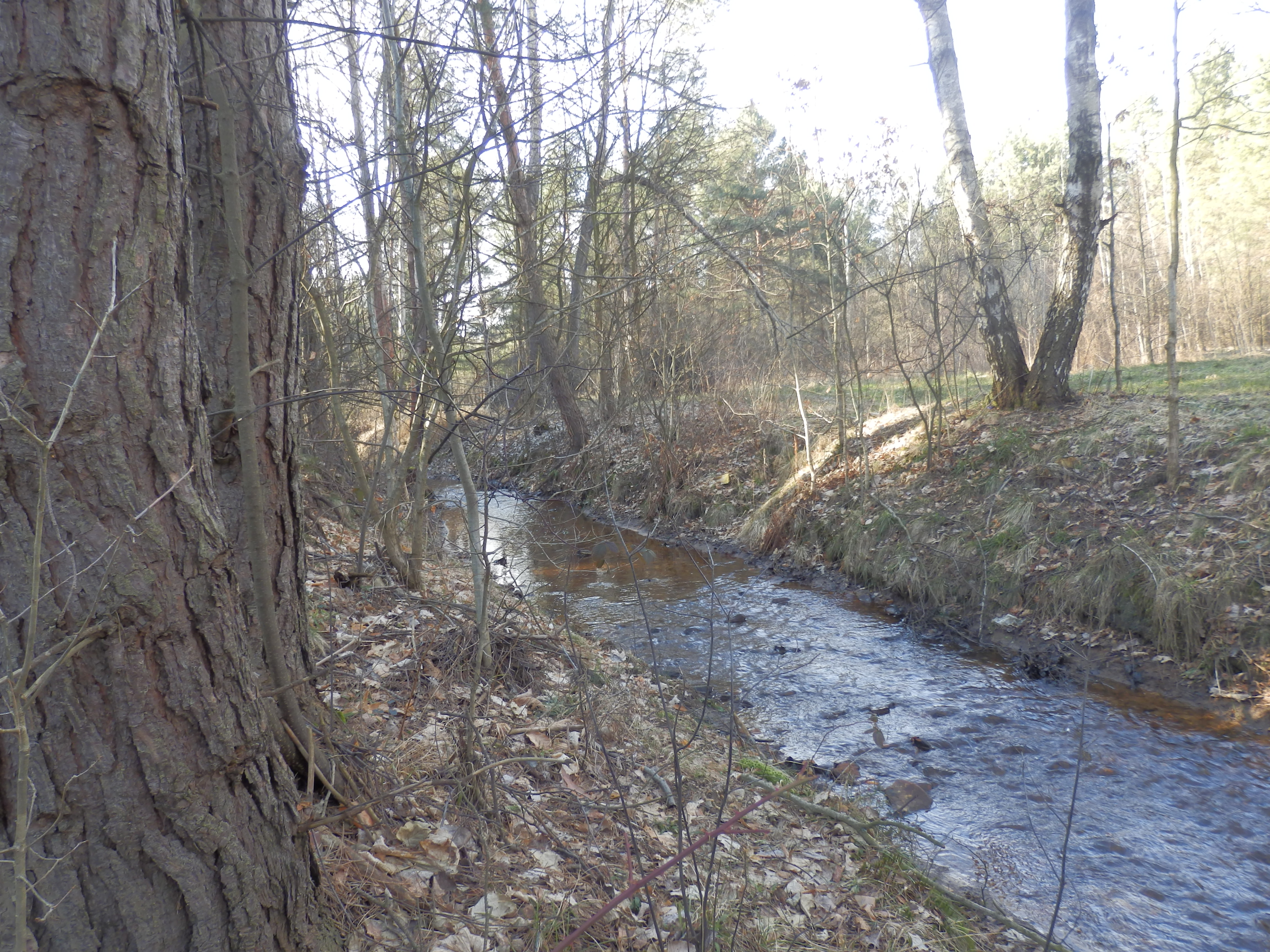
Bernatka w okolicy zalewu
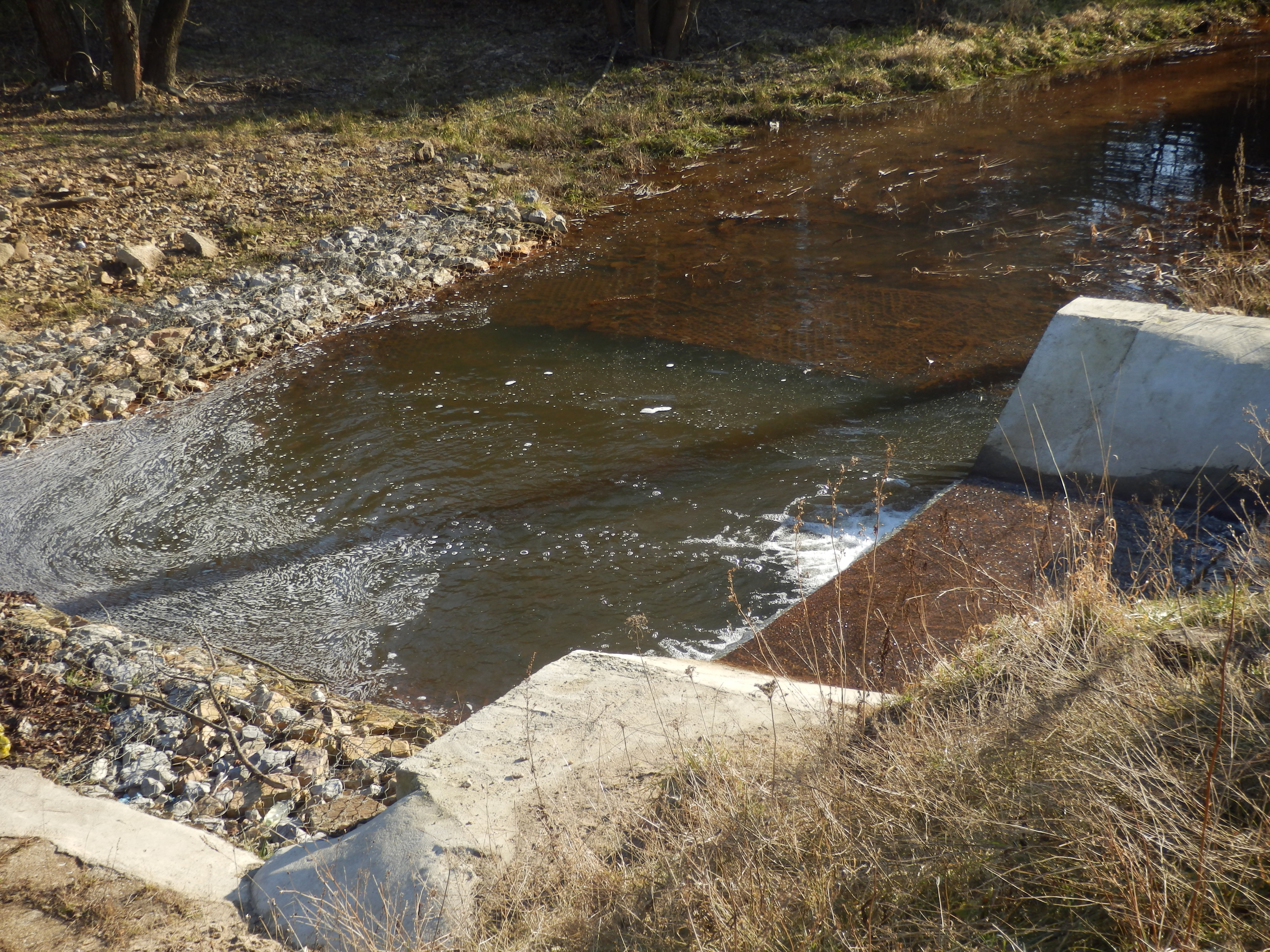
Wylot rzeki z jazu zalewu
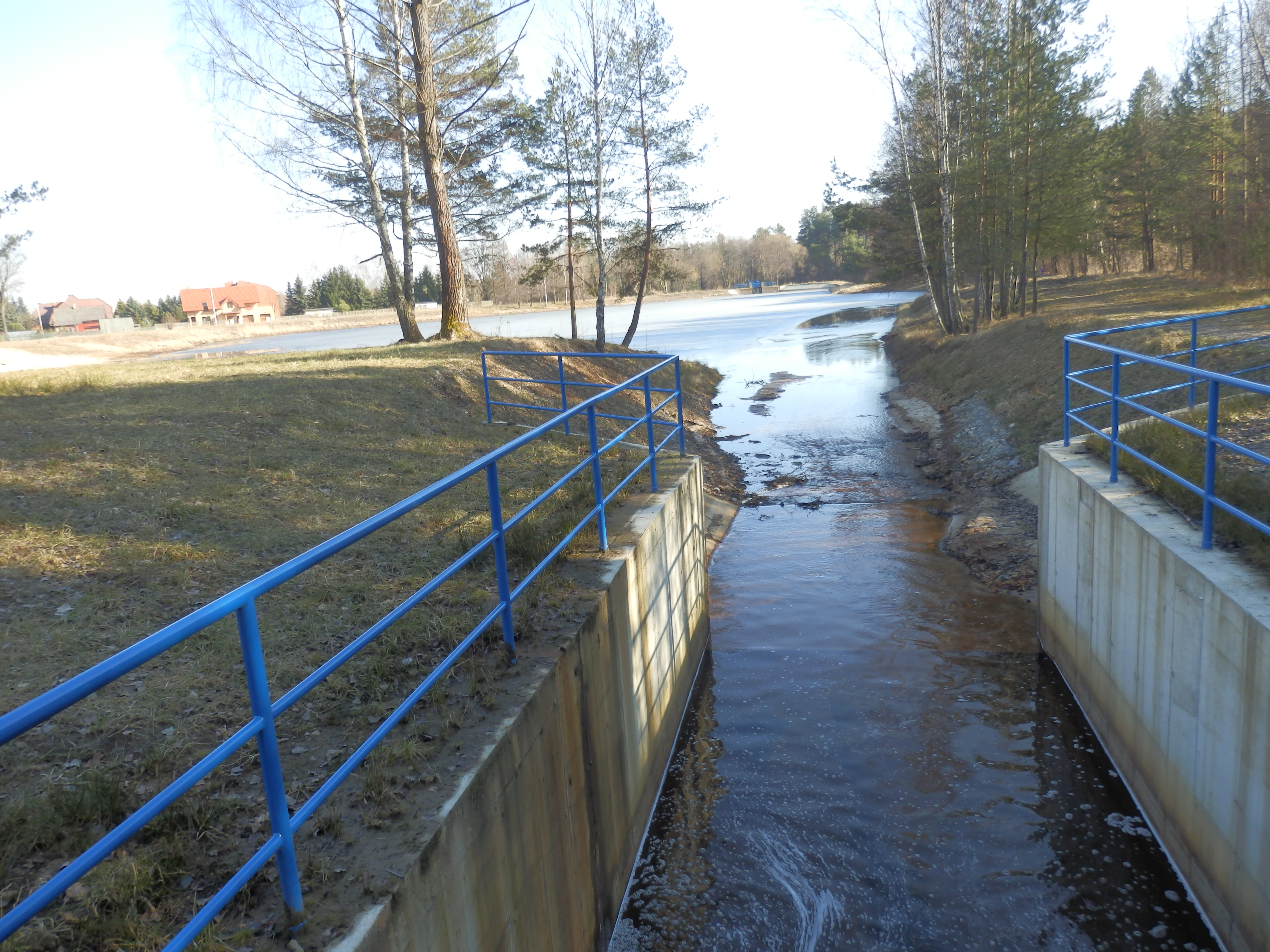
Przejście rzeki w zalew